# Стик (Marvel Comics)
Стик (англ. Stick) — персонаж издательства Marvel, слепой мастер боевых искусств, наиболее известен как наставник таких супергероев как Сорвиголова и Электра. В 2005 году персонаж появился в фильме «Электра», где его роль сыграл актёр Теренс Стэмп. В телесериале 2015 года «Сорвиголова» роль Стика исполнил Скотт Гленн.

## История публикаций
Стик впервые появился в Daredevil vol. 1 #176 (Ноябрь, 1981) и был создан сценаристом и художником Фрэнком Миллером.

## Биография
Стик родился слепым, но благодаря тяжёлым тренировкам он развил в себе способность, известную как «радар», благодаря которой он видел куда больше чем обычные люди. Также Стик был главой элитного клана воинов, известных как «Чистые». Его настоящее имя неизвестно, но сам он прозвал себя Стиком в честь палки, которую он использует в бою. Он и его воины в течение долгих лет тренировались физически (боевые искусства) и духовно (телепатия), отгоняя отрицательные эмоции. Стик вёл борьбу против Руки, клана, в который входили наёмные ниндзя, подчиняющиеся древнему демону Зверю.
Когда маленький мальчик по имени Мэтт Мёрдок ослеп, в результате попадания на глаза радиоактивных химикатов, он встретил Стика, который научил его использовать слепоту как средство выживания. Благодаря ему, Мэтт смог использовать свои обострённые чувства, а также развил в себе способность «радар». Помимо этого Стик обучил юного Мёрдока боевым искусствам.
Позднее Стик обучал девушку по имени Электра Начиос. В течение года он помог ей улучшить её боевые навыки, а также помог развить способности, которые использовали Чистые. Тем не менее Стик изгнал её, поскольку она не смогла подавить в себе отрицательные эмоции, которые не оставляли её со смертью отца.
Некоторое время спустя Рука начала устранять своих врагов, в число которых входили и «Чистые». Вместе со своими товарищами Когтем, Шафтом и Стоуном Стик начал обдумывать план действий. Вместе с ними Стик сразил самого опасного воина Руки по имени Кириги.
На помощь Стику и его воинам подоспели Сорвиголова и Чёрная вдова. Стик осознавал, что им не удастся победить честным путём. В связи с этим он и Шафт начали поглощать жизненную энергию воинов Руки. Стоун также хотел оказать помощь своему учителю, но Стик был категорически против и приказал ему защищать Мёрдока и Романову. После поглощения жизненной энергии ниндзя, тела Стика и Шафта взорвались.
Несколько лет спустя дух Стика явился Электре и помог ей успокоить Росомаху.

## Силы и способности
Несмотря на свою слепоту, Стик может видеть окружающие его объекты благодаря способности под названием радар. Известно, что поле его видения гораздо шире чем у Сорвиголовы. Вместе с тем Стик обладает улучшенным слухом, усиленными осязанием и обонянием. Помимо этого, Стик является полноправным пользователем энергии Ци, с помощью которой он может: общаться с другими людьми телепатически, переместить жизненную энергию другого человека в своё тело, тем самым убивая его, а также воскрешать других людей. Подобной способностью пользовался его ученик Стоун.
Стик является мастером боевых искусств. Он смог выстоять против Сорвиголовы и Электры, объединивших свои усилия. Стик может незаметно подкрасться к Сорвиголове, тем самым застав его врасплох. Даже после смерти Стик обладает способностью мысленно общаться со своими учениками в виде духа.

## Альтернативные версии

### Ultimate Marvel
Стик был наставником Мэтта Мердока, который обучался боевым искусствам при становлении Сорвиголовой. Он и его ученики были вовлечены в секретную войну против вампиров. После того, как Сорвиголова погиб во время Ультиматума, Стик начал обучать Рэймонда Коннора, который стал новым Сорвиголовой. Впоследствии он и Рэймонд были обращены в вампиров. Вскоре Стик был убит Блэйдом.

### What If?
- В What If: Daredevil #1 Стик становится учителем юноши по имени Масахиро. Он учит его борьбе со слепотой, до тех пор, пока тот не становится супергероем[3].
- В истории Что если Сорвиголова был учеником Доктора Стрэнджа Стик обучает Доктора Стрэнджа боевым искусствам[4].
- В сюжете Что если Кингпин объединился с Сорвиголовой Стик отдаляется от Мёрдока, узнав, что тот вступил в союз с Кингпином[5].

## Появления вне комиксов

Скотт Гленн в роли Стика в телесериале «Сорвиголова».

### Телевидение
- Стик появляется в мультсериале «Человек-паук» 1994 года в эпизоде «Подстава». Он мелькает во флэшбэке Сорвиголовы, где также является его учителем.
- Скотт Гленн исполнил роль Стика в сериале «Сорвиголова» 2015 года в одноимённом эпизоде первого сезона[1]. Когда юный Мэтт Мёрдок теряет отца, Стик забирает его из детского приюта и берёт под свою опеку. Он подвергает Мэтта жёстким тренировкам, дабы тот смог постоять за себя будучи слепым. Однако, когда Стик понял, что Мэтт начал видеть в нём нового отца, то оставил его одного и покинул Нью-Йорк, считая подобные привязанности слабостью. Двадцать лет спустя Стик возвращается в город и просит помощи у Мэтта в уничтожении Чёрного Неба, якобы опасного оружия. Этим оружием оказывается маленький мальчик, которого Стик убивает, несмотря на требования Мэтта никого не трогать. Разъярённый Мэтт атакует учителя и побеждает его в бою, после чего убеждает его покинуть город. Впечатлённый Стик дарит Мэтту две деревянные дубинки (которые потом станут прототипом его посоха с тросом) и возвращается в Японию, где отчитывается об уничтожении Чёрного Неба и деятельности Мёрдока своему руководству. Через год Стик возвращается в Нью-Йорк, чтобы спасти Электру от клана «Рука». Оказалось, что возвращение Электры в Нью-Йорк было стратегически планом Стика, чтобы убедить Мэтта присоединиться к его борьбе. Стик рассказывает ему о клане Рука, и о том, что их власть в Нью-Йорке усилилась. Однако Мэтт отказывается присоединяться к его борьбе с Рукой и убедил Электру покинуть Стика. Через некоторое время на Электру совершается покушение, заказанное Стиком. Электра намеревается убить своего бывшего учителя, однако её настигает Мэтт. Стик рассказывает, что Электра тоже является Чёрным Небом, и Стик взял её в детстве под свою опеку и пытался убить её, когда она покинула его, чтобы она не досталась Руке. В ходе потасовки между Электрой, Сорвиголовой и Стиком, Стика берёт в плен Рука. Сорвиголова и Электра приходят на спасение своему бывшему учителю и освобождают его. В ходе последней битвы с Рукой Стик видит смерть Электры от рук Нобу, после чего обезглавливает его.
- Скотт Гленн повторил роль Стика в сериале «Защитники». Стик находился в плену у Руки, но смог сбежать, отрезав себе руку и освободившись от наручников. После освобождения Стик ищет Железного кулака, чтобы вместе с ним сорвать план Руки и уничтожить их. Стик находит Дэнни Рэнда в компании Мэтта, Люка Кейджа и Джессики Джонс, и кратко вводит всех в курс дела, рассказывая историю возникновения Руки. Во время облавы, Стик помогает всей команде (кроме Люка) сбежать и спрятаться в убежище. Люк находит их и приносит им Сованде, одного из лидеров Руки. После допроса Стик отрубает ему голову и отправляет её посылкой Руке. Узнав, что Руке нужен Дэнни, команда связывает его и оставляет на попечении Стика и Люка. Стик отравляет Люка и готовится убить Дэнни, чтобы он не достался Руке. Но ему мешает внезапно появившаяся Электра, которая убивает его и забирает Дэнни с собой.

### Кино
- В фильме «Электра» 2005 года роль Стика исполнил Теренс Стэмп. В отличие от сюжета оригинального комикса, Стик не был учителем Мэтта Мёрдока. Вместо этого он имеет целый лагерь учеников, среди которых также присутствует Электра, которую Стик воскресил перед событиями фильма. Несмотря на то, что Электра является его сильнейшей ученицей, Стик отказывается продолжать её обучение, посчитав её неготовой. Когда Электра просит его дать защиту Майку и Эбби Миллерам, тот отвечает отказом. Тем не менее он всё же приходит им на помощь в битве против ниндзя Руки.

### Видеоигры
- Стик является вспомогательным персонажем в игре «Daredevil» для Game Boy Advance. В начале игры он сообщает Сорвиголове, что Кингпин назначил награду за его голову. В течение всей игры Стик даёт герою информацию о местонахождении следующего противника.